# Microsoft Dynamics CRM
Microsoft Dynamics CRMはマイクロソフト社製のCRMソフトウェアパッケージである。
Microsoft Dynamicsシリーズの一製品であるDynamics CRMは、主に営業支援システム(SFA)、マーケティング支援(マーケティング・オートメーション)、アフターサービス (ヘルプデスク)の3つにフォーカスしている。マイクロソフト製品であることから、OfficeやOutlookのマイクロソフト製品との連携が特徴である。

## 歴史
Microsoft CRM 1.2
Microsoft CRM 1.2は2003年12月8日にリリースされた。
Microsoft Dynamics CRM 3.0
2005年12月5日にブランドリニューアルし、Dynamicsシリーズの一製品としてMicrosoft Dynamics CRM 3.0 (バージョン2.0はスキップされた) がリリースされた。カスタマイズ方法の刷新、レポーティングシステムをCrystal ReportsからMicrosoft SQL Reporting Servicesに切り替え、モバイルデバイスからのアクセス、Siebelシステムとの統合、Windows VistaとOutlook 2007と実行できるようになった。このバージョンから日本語版が登場。
Microsoft Dynamics CRM 4.0
2007年12月にリリースされた。コードネームはTitan。RTMビルド番号は4.0.7333.3。マルチテナント、レポーティングセキュリティの改善、データのインポート、ダイレクトメール送信、Windows Server 2008やSQL Server 2008のサポートがなされた。
Microsoft Dynamics CRM 2011
2011年2月にリリースされ、クラウド版（Dynamics CRM Online）の提供が開始された。RTMビルド番号は5.0.9688.583。
Microsoft Dynamics CRM 2013
オンライン版が2013年10月にリリースされ、Dynamics CRM 2013は2013年11月にリリースされた。RTMビルド番号は6.0.0000.0809。
Microsoft Dynamics CRM 2015
2014年9月にリリースされた。RTMビルド番号は7.0.0.3543。
Microsoft Dynamics CRM 2016
2015年11月30日にリリースされた。バージョン番号は8.0、8.1、8.2であり、2016年11月1日のバージョン8.2よりMicrosoft Dynamics CRM 2016はDynamics 365 Customer Engagementに名称変更された。Dynamics 365 Customer Engagementは以下の製品で構成された。
- Dynamics 365 for Sales
- Dynamics 365 for Customer Service
- Dynamics 365 for Marketing
- Dynamics 365 for Field Service
- Dynamics 365 for Project Service Automation

その後の製品構成はMicrosoft Dynamicsを参照。

## 競合製品
主な競合製品は米セールスフォースドットコム社のSales CloudやMarketing Cloud、独SAP社のSAP CRM、富士通社のCRMateなどがある。